# Marie Bonnet
Pour les articles homonymes, voir Bonnet.
Marie Bonnet (1874-1960) est une militante sociale française. Elle dirige la Maison des étudiantes à Paris à partir de 1920 et participe à la création de la Société nationale féminine de rapprochement universitaire.

## Biographie
Marguerite Marie Bonnet naît le 18 juin 1874 à Lausanne (Suisse), où son père, Alfred Maximilien Bonnet est chargé de cours à l'Académie de Lausanne avant de venir enseigner en 1874 à Montpellier à la faculté des lettres. Son grand-père paternel, Louis Bonnet, est suisse, pasteur de l'Église française de Londres puis de l'Église réformée de Francfort-sur-le-Main. Sa mère, Charlotte Vallette, naît à Courbevoie le 30 août 1847.
Ses parents se marient à Houlgate (Calvados) le 5 août 1873.
Elle fait des études d'anglais et d'allemand, puis ouvre un foyer d'étudiantes en 1901, dans son appartement parisien au n° 36 de la rue Saint-Sulpice. Elle participe à la création d'une fondation qui ouvre une maison d'étudiantes 214 boulevard Raspail, et en prend la direction en 1908. Une nouvelle maison d'étudiantes est fondée en 1920, avec le soutien de Marguerite Pichon-Landry, que Marie Bonnet dirige.
Elle entretient une correspondance avec l’intellectuel écossais Patrick Geddes et s'inspire de ses travaux.
Elle participe à la création de l'Association des institutrices diplômées, puis elle est confondatrice, en 1920, de la Société nationale féminine de rapprochement universitaire, avec Marie Monod et Marguerite Mespoulet. Elle est secrétaire générale de l'Association française des femmes diplômées des universités.
Elle est décorée en 1933 du grade de chevalier de la Légion d'Honneur
Elle meurt le 29 mars 1960